# Курсовая работа
Курсовая работа — задание, которое выполняется студентами высших и средне-специальных учебных заведений, обычно на втором—третьем курсах (иногда и на первом курсе) в виде рефератов, на старших — в виде исследовательской работы. В том числе курсовые работы выполняют по предметам, которые являются основными по специальности.

## Виды курсовой работы
- Расчётно-графическая. Как правило — распространённый вид курсовой. В её состав входит: выполненное задание и пояснительная записка к решению. Сроки выполнения такой работы могут быть разнообразны, в зависимости от сложности работы (от недели и до 4 месяцев). Работа рассчитана на закрепление и применение полученных навыков в процессе учёбы. Часто расчётно-графические работы называются «курсовыми проектами».
- Научно-исследовательская. Самый сложный вид курсовой. В процессе выполнения работы студент выполняет два типа операций: применение полученных знаний, поиск и исследование темы. Работа рассчитана на инициативу студента.
- Отчётная. В основном, работа, которая не требует приложения значительных усилий в процессе выполнения. После пройденного материала или отработки практики, студент делает отчёт в виде курсовой.

## Содержание курсовой работы
Курсовая работа, как правило, включает теоретическую часть — изложение позиций и подходов, сложившихся в науке по данному вопросу, и аналитическую (практическую часть) — содержащую анализ проблемы на примере конкретной ситуации (на примере предприятия, правовой коллизии, социальной группы).
Курсовая работа в обязательном порядке содержит оглавление (содержание), введение, теоретический(ие) раздел(ы), практический(ие) раздел(ы), иногда проектную часть, в которой студент отражает проект решения рассматриваемой проблемы, заключение, список литературы, и приложения по необходимости. Объём курсовой работы может варьироваться.
В курсовых работах студентов технических специальностей кроме расчетно-пояснительной записки присутствует графическая часть в виде чертежей. Основной особенностью таких работ является исследование, доработка или проектирование какого либо механизма с дальнейшим обоснованием его внедрения в производственные процессы.
Структура титульного листа должна включать: полное наименование вуза или ссуза; название факультета; наименование предмета. Затем прописывается вид и тема работы прописными буквами. Все вышеуказанные элементы должны располагаться по центру листа. Ниже, по правому краю располагается блок информации о студенте: ФИО, форма обучения; ФИО и звания научного руководителя. Внизу титульного листа, по центру — город и год написания работы. Название курсовой допускается прописывать в кавычках. Шрифт на титульном листе — Times New Roman, кегль 14—16[уточнить].

## Графическая часть курсовой работы
В курсовых работах студентов технических специальностей имеется не только расчетно-пояснительная записка, но и графическая часть, которая состоит из альбома чертежей. Этот альбом включает в себя все необходимые чертежи (указанные в техническом задании), которые должны давать общее и достаточное представление: об устройстве рассматриваемого или разрабатываемого устройства (узла), о его принципе действия, способах монтажа, испытании т. п. Также обязательным условием является наличие спецификаций, рабочих чертежей деталей и чертежей общего вида.
В курсовых работах студентов графическая часть является самой сложной. Все чертежи курсового проекта должны соответствовать ЕСКД, ошибки в чертежах желательно полностью исключить. Выявлять и устранять ошибки можно с помощью специального алгоритма анализа и проверки чертежа.